# 河洛道
河洛道（からく-どう）は中華民国北京政府により設置された河南省の道。

## 沿革
1913年（民国2年）1月、豫西道として設置、観察使は陝県に置かれ、下部に陝県、洛陽、偃師、鞏県、孟津、宜陽、登封、洛寧、新安、澠池、嵩県、霊宝、閿郷、盧氏、臨汝、魯山、郟県、宝豊、伊陽の19県を管轄した。1914年（民国3年）5月に河北道と改名、観察使も道尹と改められた。1927年（民国16年）に廃止されている。

## 行政区画
廃止直前下部の19県を管轄した。（50音順）
- 伊陽県
- 偃師県
- 鞏県
- 宜陽県
- 郟県
- 新安県
- 嵩県
- 陝県
- 登封県
- 閿郷県
- 澠池県
- 宝豊県
- 孟津県
- 洛寧県
- 洛陽県
- 臨汝県
- 霊宝県
- 魯山県
- 盧氏県